# Università nazionale di Yokohama
L'Università Nazionale di Yokohama (横浜国立大学?, Yokohama Kokuritsu Daigaku, lett. "Yokohama National University"), colloquialmente Yokokoku (横国?), è un ateneo pubblico giapponese con sede a Hodogaya-ku, Yokohama.